# William Plunket, 1:e baron Plunket

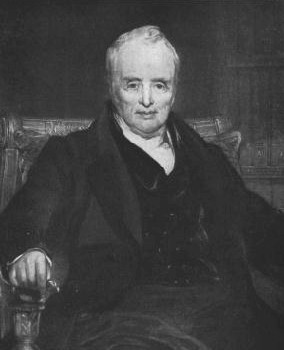
William Plunket, 1:e baron Plunket.

William Conyngham Plunket, 1:e baron Plunket,  född den 1 juli 1764 i Enniskillen, död den 5 januari 1854, var en irländsk jurist och politiker.               
Plunket blev 1787 advokat i Dublin och 1798 medlem av irländska parlamentet, där han tillhörde whigpartiet och vann rykte som en bland unionsförslagets vältaligaste motståndare. Han var attorney general för Irland i Pitts och Grenvilles ministärer 1803-07 samt var 1812-27 medlem av underhuset, där han blev kanske den ivrigaste förkämpen för katolikernas emancipation; dock ogillade han skarpt O'Connells agitationsmetoder för samma syftemål. Plunket var 1822-27 ånyo attorney general för Irland (i Liverpools ministär), upphöjdes 1827 till baron Plunket, blev samma år irländsk chief justice of the common pleas och 1830 lordkansler för Irland samt drog sig 1841 tillbaka till privatlivet.